# Teloganopsis mesoleuca
Teloganopsis mesoleuca is een haft uit de familie Ephemerellidae. De wetenschappelijke naam van de soort is voor het eerst geldig gepubliceerd in 1857 door Brauer.
De soort komt voor in het Palearctisch gebied.